# Sportclub Rheindorf Altach 2016-2017
Questa voce raccoglie le informazioni riguardanti il Sportclub Rheindorf Altach nelle competizioni ufficiali della stagione 2016-2017.

## Organigramma societario

### Staff tecnico
- Georg Zellhofer - Direttore Sportivo
- Christoph Längle - Direttore Generale
- Martin Scherb - Allenatore
- Martin Bernhard - Allenatore in seconda
- Mario Mayer- Preparatore atletico
- Alexandre Dorta Donizeti - Osservatore
- Thomas Schneider - Preparatore dei portieri

## Calciomercato

### Sessione estiva
| Acquisti | Acquisti        | Acquisti           | Acquisti      |
| R.       | Nome            | da                 | Modalità      |
| -------- | --------------- | ------------------ | ------------- |
| D        | Fabio Strauss   | Grödig             | gratuito      |
| C        | Dominik Starkl  | Rapid Vienna       | ?             |
| D        | Ione Cabrera    | LASK               | ?             |
| C        | Ante Roguljić   | Salisburgo         | prestito      |
| D        | Thomas Weber    | Floridsdorfer      | fine prestito |
| C        | Marvin Egho     | Wiener Neustadt    | fine prestito |
| A        | Daniel Gremsl   | Hartberg           | fine prestito |
| P        | Andreas Leitner | Austria Klagenfurt | fine prestito |
| C        | Markus Rusek    | Wiener Neustadt    | fine prestito |
| D        | Mustafa Yavuz   | Wiener Neustadt    | fine prestito |

| Cessioni | Cessioni                | Cessioni         | Cessioni              |
| R.       | Nome                    | a                | Modalità              |
| -------- | ----------------------- | ---------------- | --------------------- |
| P        | Jörg Siebenhandl        | Kickers Würzburg | definitivo (500000 €) |
| C        | Philipp Malicsek        | Rapid Vienna     | definitivo (400000 €) |
| D        | Thomas Weber            | ?                | gratuito              |
| D        | Christoph Schösswendter | Rapid Vienna     | gratuito              |
| C        | Peter Žulj              | Ried             | gratuito              |
| C        | Markus Rusek            | Wiener Neustadt  | gratuito              |
| A        | Daniel Gremsl           | Hartberg         | gratuito              |
| C        | Andreas Dlopst          | ATSV Wolfsberg   | gratuito              |
| A        | René Schicker           | Stripfing        | gratuito              |
| C        | Marvin Egho             | Ried             | ?                     |
| C        | Dominik Starkl          | Rapid Vienna     | fine prestito         |

## Rosa
| N. |                     | Ruolo | Calciatore        |
| -- | ------------------- | ----- | ----------------- |
| 1  | Austria (bandiera)  | P     | Martin Kobras     |
| 3  | Brasile (bandiera)  | C     | Lucas Galvão      |
| 5  | Austria (bandiera)  | C     | Philipp Netzer    |
| 6  | Austria (bandiera)  | D     | Emanuel Sakic     |
| 7  | Austria (bandiera)  | D     | Andreas Lienhart  |
| 8  | Austria (bandiera)  | D     | Stefan Umjenovic  |
| 9  | Austria (bandiera)  | A     | Martin Harrer     |
| 10 | Austria (bandiera)  | C     | Patrick Salomon   |
| 11 | Austria (bandiera)  | C     | Nikola Dovedan    |
| 12 | Austria (bandiera)  | P     | Andreas Lukse     |
| 13 | Camerun (bandiera)  | C     | Moumi Ngamaleu    |
| 14 | Austria (bandiera)  | A     | Nikola Zivotic    |
| 15 | Svizzera (bandiera) | C     | Gabriel Lüchinger |

| N. |                    | Ruolo | Calciatore          |
| -- | ------------------ | ----- | ------------------- |
| 16 | Austria (bandiera) | D     | Emanuel Schreiner   |
| 17 | Austria (bandiera) | C     | Valentino Müller    |
| 18 | Austria (bandiera) | D     | Jan Zwischenbrugger |
| 21 | Austria (bandiera) | C     | Daniel Luxbacher    |
| 22 | Austria (bandiera) | D     | Lukas Jäger         |
| 23 | Austria (bandiera) | D     | Benedikt Zech       |
| 24 | Austria (bandiera) | P     | Benjamin Ožegović   |
| 25 | Austria (bandiera) | A     | Johannes Aigner     |
| 26 | Austria (bandiera) | C     | Daniel Nussbaumer   |
| 27 | Austria (bandiera) | D     | Christian Schilling |
| 28 | Austria (bandiera) | C     | Boris Prokopič      |
| 29 | Camerun (bandiera) | A     | Louis Ngwat-Mahop   |
| 32 | Austria (bandiera) | D     | Bernhard Janeczek   |